# جانگ جه هیون
جانگ جه هیون (کره‌ای: 장재현؛ زادهٔ ۱۹۸۱) کارگردان فیلم و فیلم‌نامه‌نویس اهل کره جنوبی است. از آثار او می‌توان به کارگردانی مبدل‌پوش اشاره کرد.